# Un drame en Polynésie
Pour plus de détails, voir Fiche technique et Distribution.

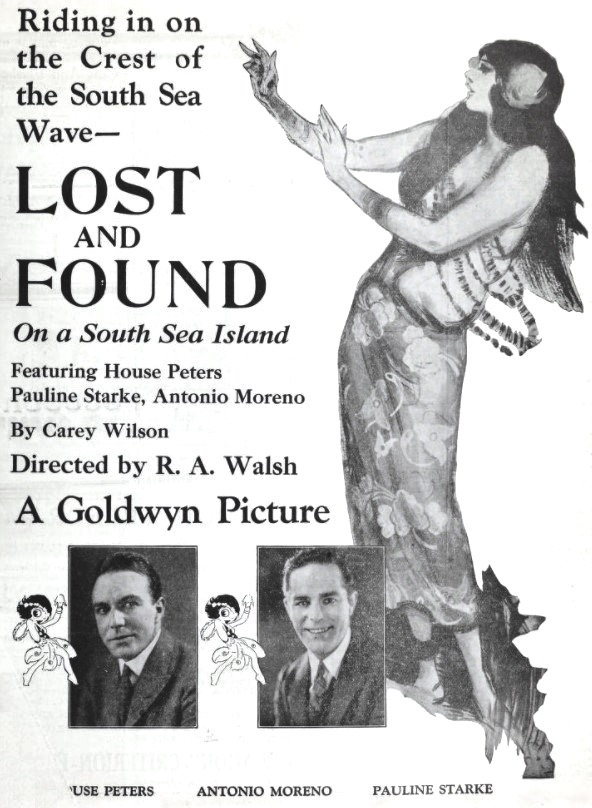
affiche promotionnelle du film en anglais

Un drame en Polynésie (Lost and Found on a South Sea Island) est un film américain réalisé par Raoul Walsh, sorti en 1923.

## Synopsis
Faulke, un escroc, avait persuadé jadis Madge de quitter le Capitaine Blackbird. Il veut que Lorna, la fille de Madge, épouse Waki, un chef autochtone, alors que Lorna aime Lloyd Warren. Alors qu'il est à la recherche une poupée pour son autre fille, Baby Madge, Blackbird arrive à Pago Pago. Il refuse d'aider Lloyd et Lorna, qu'il ne reconnaît pas. Mais il rencontre par hasard Faulke, ce qui lui fait comprendre qui elle est. Le capitaine et ses hommes se ruent alors sur l'île pour sauver Lorna des Polynésiens en colère. 

## Fiche technique
- Titre original : Lost and Found on a South Sea Island
- Titre français : Un drame en Polynésie
- Réalisation : Raoul Walsh
- Scénario : Paul Bern
- Intertitres : Katherine Hilliker, H. H. Caldwell
- Photographie : Clyde De Vinna, Paul Kerschner
- Production : Samuel Goldwyn
- Société de production : Goldwyn Pictures
- Société de distribution :  Goldwyn Distributing Corporation ;  Films Erka
- Pays de production :  États-Unis
- Langue originale : anglais
- Format : noir et blanc — 35 mm — 1,37:1 — Film muet
- Genre : Mélodrame
- Durée : 70 minutes
- Dates de sortie : 
  - États-Unis : 25 février 1923
  - France : 30 novembre 1923

## Distribution
- House Peters : Capitaine Blackbird
- Pauline Starke : Lorna
- Antonio Moreno : Lloyd Warren
- Mary Jane Irving : Baby Madge
- Rosemary Theby : Madge
- George Siegmann : Faulke
- William V. Mong : Skinner
- Carl Harbaugh : Waki
- David Wing : Kerito